# Камер-Коллежский вал

«План Столичному городу Москве» 1850 года из «Полного собрания законов Российской Империи. Книга чертежей и рисунков. Планы городов»

Ка́мер-Колле́жский вал — бывшая высокая земляная насыпь, окружённая снаружи рвом и заставами, а затем ставшая кольцом улиц в Москве, следующим за Садовым кольцом.
Вал был построен не как военное укрепление Москвы, а как заградительное сооружение по экономическим причинам, для недопущения ввоза в город нежелательной алкогольной продукции. Периметр кольца — 37 км. Учреждён в 1742 году как таможенная граница Москвы.
С конца XVIII века — фактическая, с 1806 года — официальная полицейская граница города.
С 1864 года — граница между городом Москвой, которым управляла Московская Городская Дума, и Московским уездом, которым управляло Земство.
Площадь города внутри вала — около 7100 га (71 км²).

## История

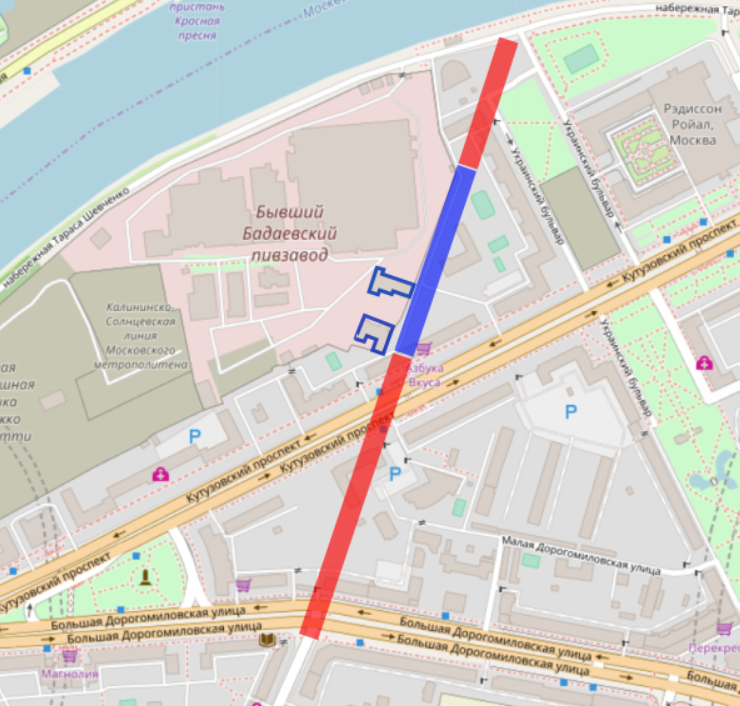
Трассировка старого Дорогомиловского вала: красным цветом обозначен застроенный участок, синим — сохранившийся; обведены два сохранившихся дома, ранее стоявших по Дорогомиловскому валу (ныне: Кутузовский проспект, д. 12, строения 5 и 6)

Валы и заставы по периметру города были учреждены Камер-коллегией — коллегией, отвечавшей за казённые сборы — как таможенная граница города Москвы для контроля ввоза товаров и обложения их внутренними пошлинами. Предшественником Камер-Коллежского вала являлся учреждённый в 1731 году водочными откупщиками Компанейский вал.
Вал представлял собой заградительное сооружение — высокую земляную насыпь. С наружной стороны насыпи был ров, с внутренней — проезд, где периодически проезжали патрули конных стражников.
На валу располагались 16, а затем 18 застав, названных по именам проходивших через них дорог.
В 1754 году внутриимперская таможня была отменена, но на валу были сохранены полицейские посты внутреннего паспортного контроля. После чумы 1771 года за кольцо валов были выведены городские кладбища, а похороны в черте города были запрещены. С 1864 года кольцо валов стало границей между территориями города, управлявшимися Московской городской Думой, и загородными землями, управлявшимися земством. Неспособность земства обеспечить минимальный полицейский надзор за преступностью[прояснить] привела к криминализации посёлков, возникших сразу за кольцом валов (Марьина Роща, Хапиловка, Благуша и др.).
Заставы на валу были ликвидированы в 1852 году, а срыли вал во второй половине XIX века.
Современный Камер-Коллежский вал — не замкнутое кольцо, и он никогда не был таковым. При строительстве железных дорог в XIX веке кольцо было разорвано вблизи вокзалов без устройства переездов или путепроводов. Возле Виндавского вокзала, помимо железнодорожных путей, на трассе Сущёвского вала существовало Лазаревское кладбище, а между Преображенским и Благушей трассу разрывал Хапиловский пруд. Эти разрывы были устранены уже в советский период.
На трассе кольца отсутствуют мосты через реку Москву (их заменяют мосты Третьего транспортного кольца), а отдельные участки — например, б. Дорогомиловский вал стал внутридворовым проездом без собственного названия при укрупнении кварталов в советский период. Транспортное значение сохранившихся улиц разное: Сущёвский вал вошёл в состав Третьего транспортного кольца и несёт большие транспортные потоки, Крутицкий вал фактически превратился во внутриквартальный проезд.

## Состав кольца

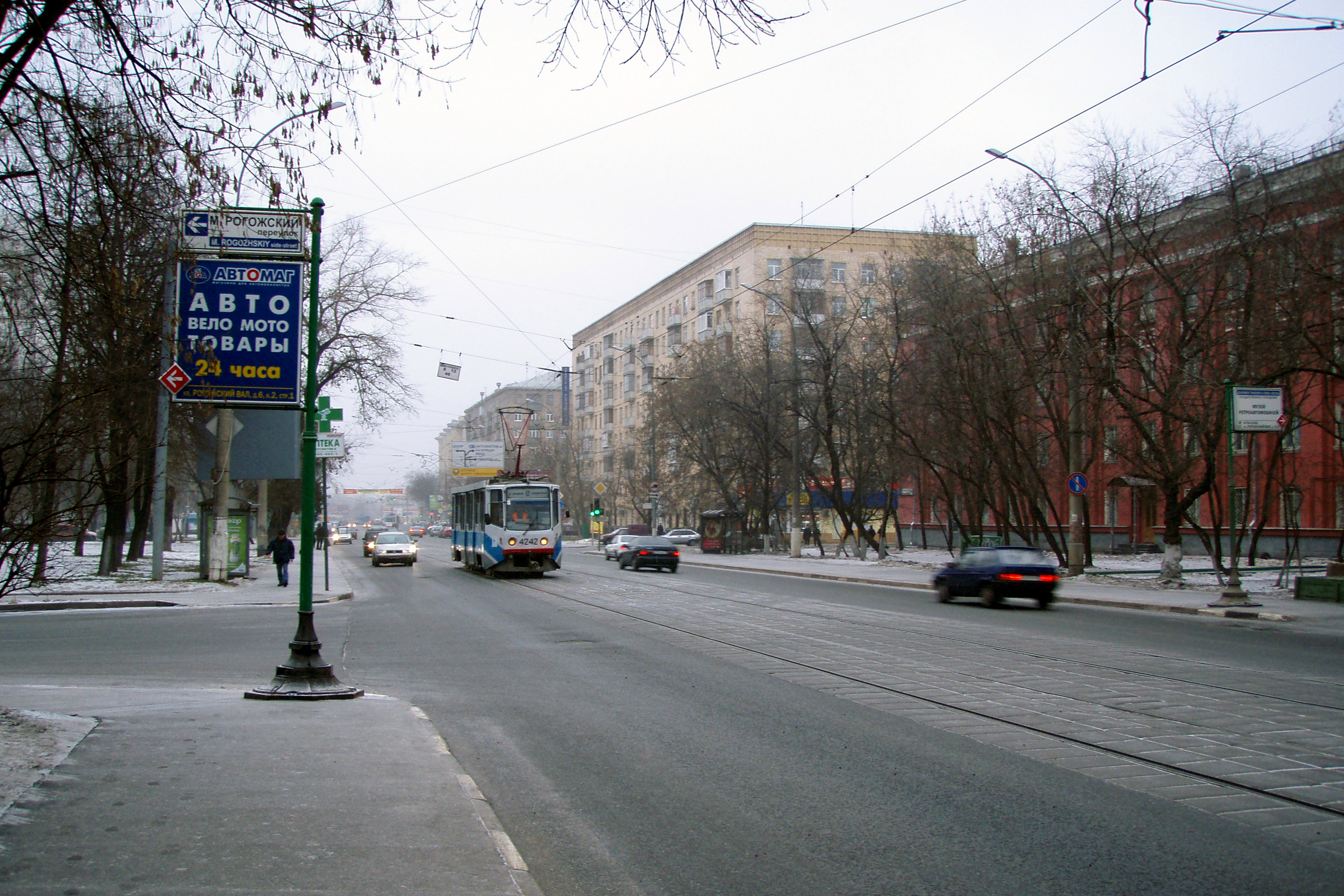
Рогожский вал — одна из улиц, входивших в состав Камер-Коллежского вала

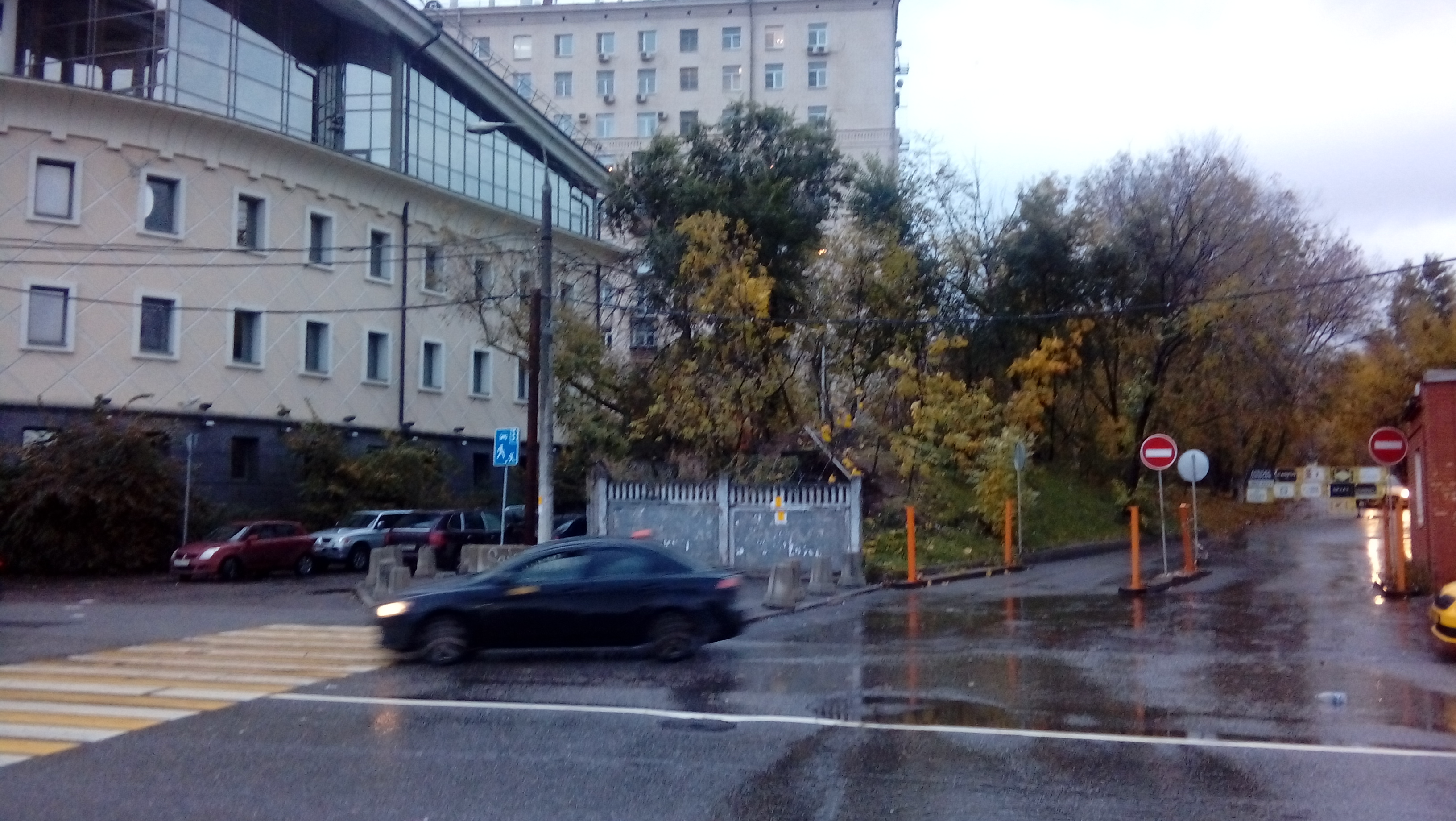
Остатки Дорогомиловского вала, выходящие на набережную Тараса Шевченко вдоль ограждения территории ОАО «Сакко и Ванцетти» и «Бадаевский пивоваренный завод»

Многие улицы, находящиеся на месте бывшего Камер-Коллежского вала, сохранили название соответствующего вала. Например, улица Сущёвский Вал получила название по бывшему Сущёвскому валу, а улица Грузинский Вал — по бывшему Грузинскому валу, проходившему в Грузинской слободе.

Собранная карта Москвы 1929 года из справочника-путеводителя «Москва в планах»

В состав Камер-Коллежского вала входили следующие валы и заставы (по часовой стрелке, начиная от Трёхгорной заставы):
- - Трёхгорная застава (перекрёсток Мантулинской ул. и Студенецкого пер.)
- Трёхгорный вал (Студенецкий пер., Шмитовский пр., ул. Трёхгорный вал)
  - Пресненская Застава (пл. Краснопресненская застава)
- Пресненский Вал (ул. Пресненский вал)

река Пресня
- Грузинский Вал (ул. Грузинский вал)
  - Тверская Застава (пл. Тверская застава)
- Бутырский Вал (ул. Бутырский вал)
  - Бутырская Застава (пл. Савёловского вокзала)
- Сущёвский Вал (ул. Сущёвский вал)
- Лазаревский Вал — существовавшая в 1922—1929 года улица, проходившая по северной границе Лазаревского кладбища. В 1929 году была упразднена и впоследствии застроена.
  - Крестовская Застава (Рижская пл.)
- Крестовский Вал (застроен в конце 1970-х гг., сейчас — проезд между универмагом «Крестовский» и Рижским радиорынком)
- Переяславский Вал (не ранее 1930-х гг. включён в состав Сокольнического Вала; примерно по его территории проходит Рижская эстакада)
- Сокольнический Вал (ул. Сокольнический вал)
  - Сокольническая Застава (пл. Сокольническая застава)
- Олений Вал

река Яуза (Глебовский мост)
- Богородский Вал (ул. Богородский вал)
- Черкизовский Вал (Краснобогатырская ул.)
  - Преображенская Застава (Преображенская пл.)
- Преображенский Вал (ул. Преображенский вал)

Хапиловский пруд (Заваруевский пер.)
- Измайловский Вал (ул. Измайловский вал)
  - Семёновская Застава (Семёновская пл.)
- Семёновский Вал (ул. Семёновский вал)
- Госпитальный Вал (Крюковская ул., Введенское кладбище)
  - река Яуза 
  - Синичка (ул. 2-я Синичка)
- Лефортовский Вал (Крюковский туп., Авиамоторная ул., ул. Лефортовский вал, пр. Завода «Серп и Молот»)
  - Проломная застава (пл. Проломная Застава)
- Золоторожский Вал (ул. Золоторожский вал)
  - река Золотой Рожок (Средний Золоторожский пер., Золоторожская ул.)
  - Рогожская Застава (пл. Рогожская застава)
- Рогожский Вал (ул. Рогожский вал)
  - Покровская Застава (Абельмановская пл.)
- Покровский Вал (Абельмановская ул.)
  - Спасская Застава (пл. Крестьянская застава)
- Крутицкий Вал (ул. Крутицкий вал)
- Симоновский Вал (ул. Симоновский вал, внутридворовый проезд между Велозаводской ул. и Пересветовым пер.)
  - Симоновская Застава (перекрёсток ул. Ленинская слобода, Восточной ул. и ул. Мастеркова)
- Симоновослободский Вал (ул. Ленинская Слобода)

река Москва
- - Даниловская Застава (около Новоданиловской башни Данилова монастыря)
- Даниловский Вал (ул. Даниловский вал)
  - Серпуховская Застава (пл. Серпуховская застава)
- Серпуховской Вал (ул. Серпуховский Вал, ул. Орджоникидзе)
  - Калужская Застава (пл. Гагарина)
  - Андреевский Вал (Ездаков пер.)

река Москва
- Хамовнический Вал (ул. Лужники, ул. Хамовнический вал, Лужнецкий пр.)
  - Лужницкая Застава (около Чеботарной башни Новодевичьего монастыря)

река Москва
Сетуньская Застава (около Сетуньского моста)
- Можайский Вал (ул. Потылиха, часть до ул. Киевская застроена в начале XX в., ул. Можайский вал)
  - Дорогомиловская Застава (пл. Дорогомиловская застава)
- Дорогомиловский Вал (застроен в начале 1960-х годов, ныне оставленный без названия внутридворовый проезд[2])

река Москва
- Трёхгорный Вал (ул. 1905 года, Мантулинская ул.)